# Bobby Isaac
Bobby Isaac (Catawba (North Carolina), 1 augustus 1932 – Hickory (North Carolina), 14 augustus 1977) was een Amerikaans autocoureur. Hij won de NASCAR Grand National Series in 1970.

## Carrière
Isaac startte in 1963 fulltime aan zijn NASCAR-carrière. In 1968 werd hij vice-kampioen na David Pearson, de kampioen van dat jaar. Een jaar later won hij zeventien races maar ondanks hij de meeste keer gewonnen had dat jaar eindigde hij pas op de zesde plaats in de eindstand. In 1970 won hij het kampioenschap alsnog. Hij vertrok dat jaar in een Dodge dertien keer vanaf poleposition en won elf races. Hij reed voor de laatste keer in de NASCAR in 1976 op de Charlotte Motor Speedway. Hij stond aan de start van 308 races waarvan hij er zevenendertig won.
In september 1971 zette hij een aantal snelheidsrecords neer op de Bonneville-zoutvlakte in Utah. Hij overleed in op 54-jarige leeftijd aan de gevolgen van een hartaanval. In 1996 werd hij postuum erelid van de International Motorsports Hall of Fame.